# Pim van Collem
Pim Peter van Collem (30 januari 1953) is een Nederlandse filmproducent en -distributeur.

## Biografie
Van Collem is een zoon van tv-presentator en filmjournalist Simon van Collem en broer van Doe Maar-drummer René van Collem. Hij begon zijn loopbaan als 23-jarige bij de publieke omroep, waar hij tien jaar lang verantwoordelijk was voor de internationale filmrechtenacquisitie van speelfilms en tv-series voor onder andere omroepen als de AVRO, TROS en Veronica. Hij heeft diverse distributiebedrijven opgezet en gemanaged voor onder andere Endemol Entertainment International, Polygram Filmed Entertainment Benelux en Meteor film.
Als internationaal filmdistributeur houdt hij zich sinds 2012 bezig met internationale sales en financiering voor films en series met zijn bedrijf Dutch Features Global Entertainment. Van Collem is verantwoordelijk voor de filmdocumentaire Buddhas lost Children, die hij ontwikkelde en produceerde met regisseur Mark Verkerk en producent Ton Okkerse van EMS Films. De film is een van Nederlands meest succesvolle en bekroonde filmdocumentaires en won tien filmfestivals wereldwijd, waaronder het prestigieuze AFI FILM festival in Los Angeles en het Jackson Hole filmfestival in 2006.
Van Collem werkt intensief samen met Nederlandse en buitenlandse producenten (o.a. Paul Voorthuysen) aan internationale filmproducties als Willem van Oranje en Hoe duur was de suiker. In samenwerking met producent Bero Beyer en regisseur Pen-Ek Ratanaruang ontwikkelde Van Collem de internationale thriller The Saffron Robe, die zich in Myanmar afspeelt tijdens de opstand van de Birmese monniken tegen het heersende regime in 2007.
Van Collem is gescheiden en heeft een dochter.